# Laura Mora

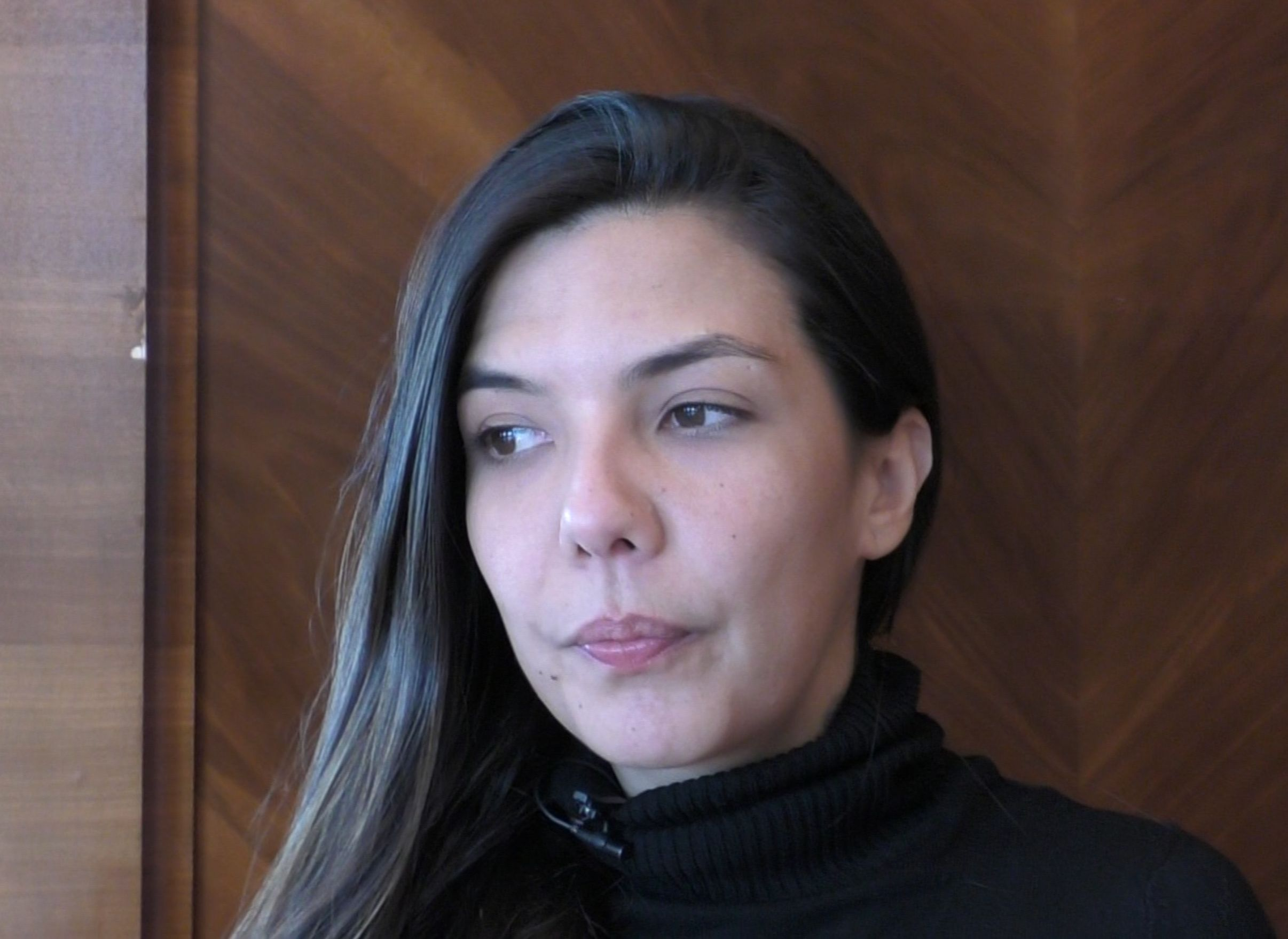
Laura Mora (2017)

Laura Mora Ortega (* 1981 in Medellín) ist eine kolumbianische Filmregisseurin und Drehbuchautorin.

## Leben und Werk
Laura Mora wurden in Kolumbien geboren. Sie studierte Regie an der RMIT University im australischen Melbourne. Nach zwei Kurzfilmen führte sie ab 2012 Regie bei der preisgekrönten kolumbianischen Fernsehserie Pablo Escobar: El Patrón del Mal mit Andrés Parra in der Rolle des gleichnamigen Drogenbarons.
Im Jahr 2015 veröffentlichte Mora ihren ersten Spielfilm Antes del fuego. Die ursprünglich für Caracol TV produzierte Fernsehfilm gelangte auch in die Kinos. Ihr zweiter Spielfilm Matar a Jesús (2017) erzählt von einer jungen Kunststudentin (dargestellt von Natasha Jaramillo), die sich auf die Suche nach einem jungen Auftragskiller begibt, der ihren Vater tötete. Das Werk lief unter anderem auf den Filmfestivals von Toronto, San Sebastián und Zürich und brachte ihr zahlreiche Preise ein. Daraufhin übernahm sie die Regie an den Netflix-Serien Green Frontier (2019) und El robo del siglo (2020).
Im Jahr 2022 erhielt Maurel für ihren dritten Spielfilm Los reyes del mundo den Hauptpreis Goldene Muschel bei ihrer ersten Teilnahme im Wettbewerb von San Sebastián. Kurze Zeit später gewann der Film auch das Goldene Auge des Festivals von Zürich für den besten internationalen Spielfilm.

## Filmografie
- 2006: Brotherhood (Kurzfilm, auch Drehbuch)
- 2012: Salomé (Kurzfilm)
- 2012: Pablo Escobar: El Patrón del Mal (Fernsehserie, 83 Folgen)
- 2015: Antes del fuego
- 2015: Los hombres también lloran (Fernsehserie)
- 2016: Código Origen (Dokumentarfilm)
- 2017: Matar a Jesús (auch Drehbuch)
- 2019: Green Frontier (Frontera verde, Fernsehmehrteiler, 4 Folgen)
- 2020: El robo del siglo (Fernsehserie)
- 2022: Los reyes del mundo (auch Drehbuch)

## Auszeichnungen (Auswahl)
- 2022: Filmfestival von San Sebastián – Goldene Muschel, bester Film (Los reyes del mundo)
- 2022: Zurich Film Festival – Spielfilm-Wettbewerb-Preis (Los reyes del mundo)